# La Liga 2017–18
Mùa giải La Liga 2017–18, còn được biết đến với La Liga Santander của nhà tài trợ, là mùa thứ 87 của Giải bóng đá vô địch quốc gia Tây Ban Nha. Mùa giải bắt đầu vào ngày 18 tháng 8 năm 2017 đến ngày 20 tháng 5 năm 2018. Lịch thi đấu được công bố vào ngày 21 tháng 7 năm 2017.

## Các đội tham dự

### Lên và xuống hạng (trước mùa giải)
Tổng cộng 20 đội sẽ tranh tài với nhau, trong đó có 17 đội đã tham gia mùa giải trước, và 3 đội thăng hạng lên từ Segunda División 2016-17. Hai đội đứng đầu từ Segunda División, và đội giành chiến thắng trong trận play-offs.
Levante UD là đội bóng đầu tiên lên hạng từ Segunda División, sau một năm xuống hạng từ La Liga, vào ngày 29 tháng 4 năm 2017 sau chiến thắng 1-0 trước Oviedo. Girona lên hạng với á quân sau trận hòa 0-0 trước Zaragoza vào ngày 4 tháng 6 năm 2017, đây là lần đầu tiên họ được lên hạng. Họ là đội thứ 62 được tham dự giải đấu cao nhất Tây Ban Nha. Getafe là đội bóng cuối cùng được lên hạng sau chiến thắng trước Huesca và Tenerife ở trận play-offs, một năm sau khi họ xuống hạng.
Ba câu lạc bộ lên hạng sẽ thay Sporting Gijón, Osasuna và Granada khi họ xuống hạng vào cuối mùa giải trước.

### Sân vận động và địa điểm
Atlético Madrid sẽ được thi đấu tại sân vận động mới của họ, Wanda Metropolitano, thay thế cho sân cũ, Sân vận động Vicente Calderón, nơi họ thi đấu kể từ khi mở của vào năm 1967.
Deportivo La Coruña đã ký hợp đồng với một nhà tài trợ Abanca để đổi tên sân vận động của họ là Abanca-Riazor.
Sau khi lên hạng La Liga, Girona tăng sức chứa sân Estadi Montilivi lên 13,450 chỗ ngồi.
| Đội bóng            | Địa điểm              | Sân vận động             | Sức chứa |
| ------------------- | --------------------- | ------------------------ | -------- |
| Alavés              | Vitoria-Gasteiz       | Mendizorrotza            | 19.840   |
| Athletic Bilbao     | Bilbao                | San Mamés                | 53.289   |
| Atlético Madrid     | Madrid                | Wanda Metropolitano      | 67.703   |
| Barcelona           | Barcelona             | Camp Nou                 | 99.354   |
| Celta Vigo          | Vigo                  | Balaídos                 | 29.000   |
| Deportivo La Coruña | A Coruña              | Abanca-Riazor            | 32.912   |
| Eibar               | Eibar                 | Ipurua                   | 7.083    |
| Espanyol            | Cornellà de Llobregat | Sân vận động RCDE        | 40.500   |
| Getafe              | Getafe                | Coliseum Alfonso Pérez   | 17.000   |
| Girona              | Girona                | Montilivi                | 13.450   |
| Las Palmas          | Las Palmas            | Gran Canaria             | 32.400   |
| Leganés             | Leganés               | Butarque                 | 11.454   |
| Levante             | Valencia              | Ciutat de València       | 26.354   |
| Málaga              | Málaga                | La Rosaleda              | 30.044   |
| Real Betis          | Seville               | Benito Villamarín        | 60.720   |
| Real Madrid         | Madrid                | Santiago Bernabéu        | 81.044   |
| Real Sociedad       | San Sebastián         | Anoeta                   | 32.000   |
| Sevilla             | Seville               | Ramón Sánchez Pizjuán    | 42.714   |
| Valencia            | Valencia              | Mestalla                 | 49.500   |
| Villarreal          | Villarreal            | Sân vận động La Cerámica | 24.890   |

### Huấn luyện viên và nhà tài trợ
| Đội bóng            | Huấn luyện viên       | Đội trưởng       | Nhà sản xuất áo đấu | Nhà sản xuất áo đấu                                                                |
| ------------------- | --------------------- | ---------------- | ------------------- | ---------------------------------------------------------------------------------- |
| Alavés              | Abelardo Fernández    | Manu García      | Kelme               | LEA, Álava,1 Qubo,2 Euskaltel3                                                     |
| Athletic Bilbao     | José Ángel Ziganda    | Markel Susaeta   | New Balance         | Kutxabank                                                                          |
| Atlético Madrid     | Diego Simeone         | Gabi             | Nike                | Plus500                                                                            |
| Barcelona           | Ernesto Valverde      | Andrés Iniesta   | Nike                | Rakuten, UNICEF,1 Beko2                                                            |
| Celta Vigo          | Juan Carlos Unzué     | Hugo Mallo       | Adidas              | Estrella Galicia 0,0, Luckia,1 Abanca3                                             |
| Deportivo La Coruña | Cristóbal Parralo     | Pedro Mosquera   | Macron              | Estrella Galicia 0,0, Abanca,1 Luckia2                                             |
| Eibar               | José Luis Mendilibar  | Dani García      | Puma                | AVIA, Wiko1                                                                        |
| Espanyol            | Quique Sánchez Flores | Javi López       | Joma                | Rastar Group, InnJoo,13 Riviera Maya23                                             |
| Getafe              | José Bordalás         | Mehdi Lacen      | Joma                | Tecnocasa Group, Granitos Buenavista3                                              |
| Girona              | Pablo Machín          | Eloi Amagat      | Umbro               | Costa Brava2                                                                       |
| Las Palmas          | Paco Jémez            | David García     | Acerbis             | Gran Canaria, Grupo DISA,1 Kalise Menorquina,2 beCordial Sports3, Binter Canarias3 |
| Leganés             | Asier Garitano        | Martín Mantovani | Joma                | GoldenPark,1 Sambil Outlet Madrid2                                                 |
| Levante             | Juan Muñiz            | Pedro López      | Macron              | València,1 Baleària1                                                               |
| Málaga              | José González         | Recio            | Nike                | Marathonbet, Benahavís,1 BeSoccer2                                                 |
| Real Betis          | Quique Setién         | Joaquín          | Adidas              | Greenearth, Wiko,1 Reale Seguros2                                                  |
| Real Madrid         | Zinedine Zidane       | Sergio Ramos     | Adidas              | Emirates                                                                           |
| Real Sociedad       | Eusebio Sacristán     | Xabi Prieto      | Adidas              | Kutxabank,1 Reale Seguros2                                                         |
| Sevilla             | Vincenzo Montella     | Nicolás Pareja   | New Balance         | PlayWSOP.com                                                                       |
| Valencia            | Marcelino             | Daniel Parejo    | Adidas              | BLU, beIN Sports,1 Sesderma,2 Alfa Romeo3                                          |
| Villarreal          | Javier Calleja        | Bruno            | Joma                | Pamesa Cerámica                                                                    |

1. ^ On the back of shirt.
2. ^ On the sleeves.
3. ^ On the shorts.

### Các đội thay đổi huấn luyện viên
| Đội bóng            | Huấn luyện viên cũ  | Lý do kết thúc         | Thời gian kết thúc       | Vị trí trên bảng xếp hạng | Huấn luyện viên mới | Ngày tiếp nhận           |
| ------------------- | ------------------- | ---------------------- | ------------------------ | ------------------------- | ------------------- | ------------------------ |
| Athletic Bilbao     | Ernesto Valverde    | Giải nghệ              | 23 tháng 5 năm 2017      | Trước mùa giải            | José Ángel Ziganda  | ngày 24 tháng 5 năm 2017 |
| Barcelona           | Luis Enrique        | Kết thúc hợp đồng      | 29 tháng 5 năm 2017      | Trước mùa giải            | Ernesto Valverde    | ngày 29 tháng 5 năm 2017 |
| Las Palmas          | Quique Setién       | Kết thúc hợp đồng      | 30 tháng 6 năm 2017      | Trước mùa giải            | Manolo Márquez      | 3 tháng 7 năm 2017       |
| Valencia            | Voro                | End of interim spell   | 21 tháng 5 năm 2017      | Trước mùa giải            | Marcelino           | 11 tháng 5 năm 2017      |
| Real Betis          | Alexis Trujillo     | End of interim spell   | 26 tháng 5 năm 2017      | Trước mùa giải            | Quique Setién       | ngày 26 tháng 5 năm 2017 |
| Celta Vigo          | Eduardo Berizzo     | Kết thúc hợp đồng      | 30 tháng 6 năm 2017      | Trước mùa giải            | Juan Carlos Unzué   | 28 tháng 5 năm 2017      |
| Sevilla             | Jorge Sampaoli      | Bổ nhiệm bởi Argentina | 20 tháng 5 năm 2017      | Trước mùa giải            | Eduardo Berizzo     | 1 tháng 6 năm 2017       |
| Alavés              | Mauricio Pellegrino | Giải nghệ              | 29 tháng 5 năm 2017      | Trước mùa giải            | Luis Zubeldía       | 17 tháng 6 năm 2017      |
| Alavés              | Luis Zubeldía       | Sa thải                | 17 tháng 9 năm 2017      | 20                        | Gianni De Biasi     | 22 tháng 9 năm 2017      |
| Villarreal          | Fran Escribá        | Sa thải                | 25 tháng 9 năm 2017      | 14                        | Javier Calleja      | 25 tháng 9 năm 2017      |
| Las Palmas          | Manolo Márquez      | Giải nghệ              | ngày 26 tháng 9 năm 2017 | 15                        | Pako Ayestarán      | 27 tháng 9 năm 2017      |
| Deportivo La Coruña | Pepe Mel            | Sa thải                | 24 tháng 10 năm 2017     | 17                        | Cristóbal Parralo   | 24 tháng 10 năm 2017     |
| Alavés              | Gianni De Biasi     | Sa thải                | 27 tháng 11 năm 2017     | 20                        | Abelardo Fernández  | 1 tháng 12 năm 2017      |
| Las Palmas          | Pako Ayestarán      | Sa thải                | 30 tháng 11 năm 2017     | 19                        | Paco Jémez          | 21 tháng 12 năm 2017     |
| Sevilla             | Eduardo Berizzo     | Sa thải                | 22 tháng 12 năm 2017     | 5                         | Vincenzo Montella   | 28 tháng 12 năm 2017     |
| Málaga              | Míchel              | Sa thải                | 13 tháng 1 năm 2018      | 19                        | José González       | 13 tháng 1 năm 2018      |

## Kết quả

### Bảng xếp hạng mùa giải
| VT | Đội                     | ST | T  | H  | B  | BT | BB | HS  | Đ  | Giành quyền tham dự hoặc xuống hạng     |
| -- | ----------------------- | -- | -- | -- | -- | -- | -- | --- | -- | --------------------------------------- |
| 1  | Barcelona (C)           | 38 | 28 | 9  | 1  | 99 | 29 | +70 | 93 | Lọt vào vòng bảng Champions League      |
| 2  | Atlético Madrid         | 38 | 23 | 10 | 5  | 58 | 22 | +36 | 79 | Lọt vào vòng bảng Champions League      |
| 3  | Real Madrid             | 38 | 22 | 10 | 6  | 94 | 44 | +50 | 76 | Lọt vào vòng bảng Champions League      |
| 4  | Valencia                | 38 | 22 | 7  | 9  | 65 | 38 | +27 | 73 | Lọt vào vòng bảng Champions League      |
| 5  | Villarreal              | 38 | 18 | 7  | 13 | 57 | 50 | +7  | 61 | Lọt vào vòng bảng Europa League         |
| 6  | Real Betis              | 38 | 18 | 6  | 14 | 60 | 61 | −1  | 60 | Lọt vào vòng bảng Europa League         |
| 7  | Sevilla                 | 38 | 17 | 7  | 14 | 49 | 58 | −9  | 58 | Lọt vào vòng loại thứ hai Europa League |
| 8  | Getafe                  | 38 | 15 | 10 | 13 | 42 | 33 | +9  | 55 |                                         |
| 9  | Eibar                   | 38 | 14 | 9  | 15 | 44 | 50 | −6  | 51 |                                         |
| 10 | Girona                  | 38 | 14 | 9  | 15 | 50 | 59 | −9  | 51 |                                         |
| 11 | Espanyol                | 38 | 12 | 13 | 13 | 36 | 42 | −6  | 49 |                                         |
| 12 | Real Sociedad           | 38 | 14 | 7  | 17 | 66 | 59 | +7  | 49 |                                         |
| 13 | Celta Vigo              | 38 | 13 | 10 | 15 | 59 | 60 | −1  | 49 |                                         |
| 14 | Alavés                  | 38 | 15 | 2  | 21 | 40 | 50 | −10 | 47 |                                         |
| 15 | Levante                 | 38 | 11 | 13 | 14 | 44 | 58 | −14 | 46 |                                         |
| 16 | Athletic Bilbao         | 38 | 10 | 13 | 15 | 41 | 49 | −8  | 43 |                                         |
| 17 | Leganés                 | 38 | 12 | 7  | 19 | 34 | 51 | −17 | 43 |                                         |
| 18 | Deportivo La Coruña (R) | 38 | 6  | 11 | 21 | 38 | 76 | −38 | 29 | Xuống hạng chơi ở Segunda División      |
| 19 | Las Palmas (R)          | 38 | 5  | 7  | 26 | 24 | 74 | −50 | 22 | Xuống hạng chơi ở Segunda División      |
| 20 | Málaga (R)              | 38 | 5  | 5  | 28 | 24 | 61 | −37 | 20 | Xuống hạng chơi ở Segunda División      |

1. 1 2  Barcelona lọt vào vòng bảng Europa League với tư cách nhà vô địch Copa del Rey 2017-18. Tuy nhiên, vì họ đã lọt vào đấu trường châu Âu thông qua vị trí của họ tại giải quốc nội, suất dự dành cho đội vô địch cúp quốc gia được chuyển qua giải quốc nội.
2. 1 2  Eibar xếp trên Girona nhờ điểm đối đầu nhiều hơn: Eibar 4–1 Girona, Girona 1–4 Eibar.
3. 1 2 3  Điểm đối đầu: Espanyol 8, Real Sociedad 4, Celta Vigo 4 (Espanyol 2–1 Real Sociedad, Real Sociedad 1–1 Espanyol, Espanyol 2–1 Celta Vigo, Celta Vigo 2–2 Espanyol, Real Sociedad 1–2 Celta Vigo, Celta Vigo 2–3 Real Sociedad).
4. 1 2  Athletic Bilbao xếp trên Leganés nhờ hiệu số bàn thắng đối đầu nhiều hơn: Athletic Bilbao 2–0 Leganés, Leganés 1–0 Athletic Bilbao.

### Vị trí theo vòng
| Đội \ Vòng          | 1         | 2  | 3  | 4  | 5  | 6  | 7  | 8  | 9  | 10 | 11 | 12 | 13 | 14 | 15 | 16 | 17 | 18 | 19 | 20 | 21 | 22 | 23 | 24 | 25 | 26 | 27 | 28 | 29 | 30 | 31 | 32 | 33 | 34 | 35 | 36 | 37 | 38 |   |
| ------------------- | --------- | -- | -- | -- | -- | -- | -- | -- | -- | -- | -- | -- | -- | -- | -- | -- | -- | -- | -- | -- | -- | -- | -- | -- | -- | -- | -- | -- | -- | -- | -- | -- | -- | -- | -- | -- | -- | -- | - |
| Đội \ Vòng          | Barcelona | 2  | 2  | 1  | 1  | 1  | 1  | 1  | 1  | 1  | 1  | 1  | 1  | 1  | 1  | 1  | 1  | 1  | 1  | 1  | 1  | 1  | 1  | 1  | 1  | 1  | 1  | 1  | 1  | 1  | 1  | 1  | 1  | 1  | 1  | 1  | 1  | 1  | 1 |
| Atlético Madrid     | 8         | 4  | 6  | 5  | 3  | 2  | 4  | 4  | 4  | 4  | 4  | 4  | 3  | 3  | 3  | 2  | 2  | 2  | 2  | 2  | 2  | 2  | 2  | 2  | 2  | 2  | 2  | 2  | 2  | 2  | 2  | 2  | 2  | 2  | 2  | 2  | 2  | 2  |   |
| Real Madrid         | 1         | 5  | 7  | 4  | 8  | 6  | 5  | 3  | 3  | 3  | 3  | 3  | 4  | 4  | 4  | 4  | 4  | 4  | 4  | 4  | 4  | 4  | 4  | 3  | 3  | 3  | 3  | 3  | 3  | 3  | 4  | 3  | 3  | 3  | 3  | 3  | 3  | 3  |   |
| Valencia            | 7         | 8  | 9  | 9  | 4  | 4  | 3  | 2  | 2  | 2  | 2  | 2  | 2  | 2  | 2  | 3  | 3  | 3  | 3  | 3  | 3  | 3  | 3  | 4  | 4  | 4  | 4  | 4  | 4  | 4  | 3  | 4  | 4  | 4  | 4  | 4  | 4  | 4  |   |
| Villarreal          | 18        | 19 | 13 | 7  | 9  | 14 | 9  | 8  | 6  | 6  | 5  | 6  | 6  | 6  | 6  | 6  | 6  | 6  | 5  | 5  | 5  | 5  | 5  | 6  | 5  | 6  | 6  | 6  | 5  | 5  | 6  | 6  | 6  | 6  | 6  | 6  | 5  | 5  |   |
| Real Betis          | 19        | 12 | 15 | 12 | 7  | 5  | 6  | 9  | 7  | 8  | 8  | 9  | 8  | 11 | 12 | 8  | 14 | 10 | 7  | 11 | 13 | 10 | 8  | 10 | 7  | 9  | 10 | 8  | 8  | 6  | 5  | 5  | 5  | 5  | 5  | 5  | 6  | 6  |   |
| Sevilla             | 11        | 9  | 3  | 2  | 2  | 3  | 2  | 5  | 8  | 5  | 6  | 5  | 5  | 5  | 5  | 5  | 5  | 5  | 6  | 6  | 6  | 6  | 6  | 5  | 6  | 5  | 5  | 5  | 6  | 7  | 7  | 7  | 7  | 7  | 8  | 7  | 7  | 7  |   |
| Getafe              | 13        | 14 | 10 | 14 | 14 | 10 | 12 | 14 | 14 | 11 | 12 | 10 | 12 | 8  | 7  | 10 | 8  | 11 | 9  | 9  | 9  | 11 | 11 | 9  | 11 | 10 | 11 | 11 | 9  | 11 | 11 | 10 | 9  | 9  | 7  | 8  | 8  | 8  |   |
| Eibar               | 4         | 11 | 16 | 13 | 13 | 16 | 18 | 16 | 17 | 17 | 17 | 17 | 15 | 13 | 13 | 9  | 7  | 7  | 8  | 8  | 8  | 7  | 7  | 7  | 9  | 7  | 8  | 9  | 11 | 10 | 10 | 12 | 12 | 12 | 12 | 10 | 9  | 9  |   |
| Girona              | 9         | 6  | 11 | 15 | 15 | 17 | 16 | 17 | 15 | 13 | 10 | 11 | 10 | 12 | 9  | 7  | 10 | 13 | 10 | 10 | 10 | 9  | 10 | 8  | 10 | 8  | 7  | 7  | 7  | 8  | 8  | 8  | 8  | 8  | 9  | 9  | 11 | 10 |   |
| Espanyol            | 10        | 13 | 18 | 16 | 16 | 12 | 14 | 13 | 13 | 10 | 13 | 14 | 13 | 15 | 16 | 16 | 15 | 15 | 14 | 14 | 14 | 15 | 15 | 16 | 15 | 13 | 15 | 13 | 14 | 13 | 15 | 16 | 16 | 16 | 15 | 15 | 14 | 11 |   |
| Real Sociedad       | 3         | 1  | 2  | 3  | 6  | 8  | 8  | 7  | 9  | 9  | 7  | 7  | 7  | 9  | 10 | 11 | 9  | 12 | 15 | 15 | 15 | 14 | 14 | 12 | 14 | 15 | 12 | 14 | 15 | 15 | 13 | 11 | 11 | 11 | 10 | 11 | 10 | 12 |   |
| Celta Vigo          | 14        | 16 | 12 | 17 | 17 | 13 | 11 | 10 | 10 | 14 | 11 | 13 | 9  | 10 | 11 | 13 | 11 | 14 | 11 | 7  | 7  | 8  | 9  | 11 | 8  | 11 | 9  | 10 | 10 | 9  | 9  | 9  | 10 | 10 | 11 | 12 | 13 | 13 |   |
| Alavés              | 15        | 18 | 20 | 20 | 19 | 20 | 19 | 19 | 19 | 20 | 18 | 19 | 20 | 19 | 18 | 18 | 17 | 18 | 17 | 16 | 17 | 16 | 16 | 15 | 16 | 14 | 16 | 16 | 16 | 16 | 16 | 15 | 15 | 13 | 13 | 13 | 12 | 14 |   |
| Levante             | 6         | 7  | 8  | 8  | 5  | 9  | 10 | 12 | 12 | 12 | 14 | 12 | 14 | 14 | 15 | 15 | 16 | 16 | 16 | 17 | 16 | 17 | 17 | 17 | 17 | 17 | 17 | 17 | 17 | 17 | 17 | 17 | 17 | 17 | 17 | 16 | 15 | 15 |   |
| Athletic Bilbao     | 12        | 10 | 4  | 6  | 10 | 11 | 13 | 11 | 11 | 15 | 15 | 15 | 16 | 16 | 14 | 14 | 12 | 8  | 12 | 12 | 12 | 13 | 13 | 14 | 12 | 12 | 14 | 12 | 13 | 12 | 12 | 13 | 13 | 14 | 14 | 14 | 16 | 16 |   |
| Leganés             | 5         | 3  | 5  | 10 | 11 | 7  | 7  | 6  | 5  | 7  | 9  | 8  | 11 | 7  | 8  | 12 | 13 | 9  | 13 | 13 | 11 | 12 | 12 | 13 | 13 | 16 | 13 | 15 | 12 | 14 | 14 | 14 | 14 | 15 | 16 | 17 | 17 | 17 |   |
| Deportivo La Coruña | 20        | 15 | 17 | 18 | 18 | 18 | 15 | 15 | 16 | 16 | 16 | 16 | 17 | 17 | 17 | 17 | 18 | 17 | 18 | 18 | 18 | 18 | 19 | 19 | 19 | 19 | 19 | 19 | 19 | 19 | 18 | 18 | 18 | 18 | 18 | 18 | 18 | 18 |   |
| Las Palmas          | 16        | 20 | 14 | 11 | 12 | 15 | 17 | 18 | 18 | 18 | 19 | 20 | 19 | 18 | 20 | 20 | 20 | 20 | 20 | 19 | 19 | 19 | 18 | 18 | 18 | 18 | 18 | 18 | 18 | 18 | 19 | 19 | 19 | 19 | 19 | 19 | 19 | 19 |   |
| Málaga              | 17        | 17 | 19 | 19 | 20 | 19 | 20 | 20 | 20 | 19 | 20 | 18 | 18 | 20 | 19 | 19 | 19 | 19 | 19 | 20 | 20 | 20 | 20 | 20 | 20 | 20 | 20 | 20 | 20 | 20 | 20 | 20 | 20 | 20 | 20 | 20 | 20 | 20 |   |

Nguồn: BDFutbol

### Kết quả
| Nhà \ Khách         | ALA | ATH | ATM | BAR | CEL | DEP | EIB | ESP | GET | GIR | LPA | LEG | LEV | MGA | BET | RMA | RSO | SEV | VAL | VIL |
| ------------------- | --- | --- | --- | --- | --- | --- | --- | --- | --- | --- | --- | --- | --- | --- | --- | --- | --- | --- | --- | --- |
| Alavés              | —   |     |     | 0–2 |     |     | 1–2 | 1–0 |     |     | 2–0 | 2–2 |     | 1–0 |     | 1–2 | 0–2 | 1–0 | 1–2 | 0–3 |
| Athletic Bilbao     | 2–0 | —   | 1–2 | 0–2 |     |     |     |     | 0–0 | 2–0 |     |     |     |     |     | 0–0 | 0–0 | 1–0 |     | 1–1 |
| Atlético Madrid     | 1–0 |     | —   | 1–1 |     |     |     |     | 2–0 | 1–1 |     |     |     | 1–0 |     | 0–0 | 2–1 | 2–0 |     | 1–1 |
| Barcelona           |     |     |     | —   | 2–2 | 4–0 | 6–1 | 5–0 |     |     | 3–0 |     | 3–0 | 2–0 | 2–0 | a   |     | 2–1 |     |     |
| Celta Vigo          | 1–0 | 3–1 | 0–1 |     | —   | a   |     |     | 1–1 | 3–3 |     | 1–0 |     |     |     | 2–2 | 2–3 |     |     | 0–1 |
| Deportivo La Coruña | 1–0 | 2–2 | 0–1 |     | 1–3 | —   |     |     | 2–1 | 1–2 |     | 1–0 |     |     |     | 0–3 | 2–4 |     | 1–2 |     |
| Eibar               |     | 0–1 | 0–1 |     | 0–4 | 0–0 | —   | 3–1 |     | 4–1 |     | 1–0 | 2–2 | 1–1 | 5–0 |     |     |     | 2–1 |     |
| Espanyol            |     | 1–1 | 1–0 | a   | 2–1 | 4–1 |     | —   | 1–0 | 0–1 |     | 0–1 | 0–0 |     | 1–0 |     |     | 0–3 | 0–2 |     |
| Getafe              | 4–1 | 2–2 |     | 1–2 |     |     | 0–0 |     | —   |     | 2–0 |     |     | 1–0 |     | 1–2 | 2–1 | 0–1 | 1–0 | 4–0 |
| Girona              | 2–3 |     | 2–2 | 0–3 |     |     |     |     | 1–0 | —   | 6–0 |     |     | 1–0 |     | 2–1 | 1–1 | 0–1 |     | 1–2 |
| Las Palmas          |     | 1–0 | 1–5 |     | 2–5 | 1–3 | 1–2 | 2–2 |     |     | —   | 0–2 | 0–2 |     | 1–0 |     |     |     | 2–1 |     |
| Leganés             | 1–0 | 1–0 | 0–0 | 0–3 |     |     |     |     | 1–2 | 0–0 |     | —   |     |     |     |     | 1–0 |     |     | 3–1 |
| Levante             | 0–2 | 1–2 | 0–5 |     | 0–1 | 2–2 |     |     | 1–1 | 1–2 |     | 0–0 | —   |     |     |     | 3–0 |     | 1–1 | 1–0 |
| Málaga              |     | 3–3 |     |     | 2–1 | 3–2 | 0–1 | 0–1 |     |     | 1–3 | 0–2 | 0–0 | —   | 0–2 |     |     |     |     |     |
| Real Betis          | 2–0 | 0–2 | 0–1 | 0–5 | 2–1 | 2–1 |     |     | 2–2 | 2–2 |     | 3–2 | 4–0 |     | —   |     |     | a   | 3–6 |     |
| Real Madrid         |     | a   | a   | 0–3 |     | 7–1 | 3–0 | 2–0 |     |     | 3–0 |     | 1–1 | 3–2 | 0–1 | —   |     | 5–0 | 2–2 | 0–1 |
| Real Sociedad       |     | a   |     | 2–4 | 1–2 |     | 3–1 | 1–1 |     |     | 2–2 |     |     | 0–2 | 4–4 | 1–3 | —   | 3–1 | 2–3 | 3–0 |
| Sevilla             |     |     |     |     | 2–1 | 2–0 | 3–0 | 1–1 |     |     | 1–0 | 2–1 | 0–0 | 2–0 | 3–5 |     |     | —   |     |     |
| Valencia            |     | 3–2 | 0–0 | 1–1 | 2–1 |     |     |     |     | 2–1 | 1–0 | 3–0 | a   | 5–0 |     |     |     | 4–0 | —   | 0–1 |
| Villarreal          |     |     |     | 0–2 |     | 1–1 | 3–0 | 0–0 |     |     | 4–0 |     | 2–1 | 2–0 | 3–1 |     |     | 2–3 |     | —   |

## Thống kê mùa giải

### Vua phá lưới
Tính đến 21 tháng 1 năm 2018
| Xếp hạng | Cầu thủ          | Câu lạc bộ    | Bàn thắng |
| -------- | ---------------- | ------------- | --------- |
| 1        | Lionel Messi     | Barcelona     | 19        |
| 2        | Luis Suárez      | Barcelona     | 15        |
| 3        | Iago Aspas       | Celta Vigo    | 12        |
| 4        | Cristhian Stuani | Girona        | 10        |
| 4        | Simone Zaza      | Valencia      | 10        |
| 6        | Cédric Bakambu   | Villarreal    | 9         |
| 6        | Maxi Gómez       | Celta Vigo    | 9         |
| 6        | Willian José     | Real Sociedad | 9         |
| 6        | Rodrigo          | Valencia      | 9         |
| 10       | Gerard           | Espanyol      | 8         |
| 10       | Paulinho         | Barcelona     | 8         |
| 10       | Portu            | Girona        | 8         |

### Kiến tạo nhiều nhất
Tính đến 21 tháng 1 năm 2018
| Rank | Player            | Club            | Assists |
| ---- | ----------------- | --------------- | ------- |
| 1    | Lionel Messi      | Barcelona       | 9       |
| 1    | Pione Sisto       | Celta Vigo      | 9       |
| 3    | Jordi Alba        | Barcelona       | 6       |
| 3    | Pablo Fornals     | Villarreal      | 6       |
| 3    | Andrés Guardado   | Real Betis      | 6       |
| 3    | Gonçalo Guedes    | Valencia        | 6       |
| 3    | Sergi Roberto     | Barcelona       | 6       |
| 3    | Daniel Wass       | Celta Vigo      | 6       |
| 9    | José Ángel        | Eibar           | 5       |
| 9    | Antoine Griezmann | Atlético Madrid | 5       |
| 9    | Xabi Prieto       | Real Sociedad   | 5       |

### Zamora Trophy
The Zamora Trophy is awarded by newspaper Marca to the goalkeeper with the lowest goals-to-games ratio. A goalkeeper had to have played at least 28 games of 60 or more minutes to be eligible for the trophy.
Tính đến 21 tháng 1 năm 2018
| Rank | Name                  | Club            | Goals Against | Matches | Average |
| ---- | --------------------- | --------------- | ------------- | ------- | ------- |
| 1    | Jan Oblak             | Atlético Madrid | 9             | 20      | 0.45    |
| 1    | Marc-André ter Stegen | Barcelona       | 9             | 20      | 0.45    |
| 3    | Fernando Pacheco      | Alavés          | 29            | 20      | 1.45    |
| 4    | Gerónimo Rulli        | Real Sociedad   | 36            | 20      | 1.80    |
| 5    | Antonio Adán          | Betis           | 41            | 20      | 2.05    |

### Hat-tricks
| Cầu thủ        | Câu lạc bộ | Đối thủ    | Kết quả | Ngày                      | Vòng |
| -------------- | ---------- | ---------- | ------- | ------------------------- | ---- |
| Lionel Messi   | Barcelona  | Espanyol   | 5–0 (H) | ngày 9 tháng 9 năm 2017   | 3    |
| Simone Zaza    | Valencia   | Málaga     | 5–0 (H) | ngày 19 tháng 9 năm 2017  | 5    |
| Lionel Messi4  | Barcelona  | Eibar      | 6–1 (H) | ngày 19 tháng 9 năm 2017  | 5    |
| Cédric Bakambu | Villarreal | Eibar      | 3–0 (H) | ngày 1 tháng 10 năm 2017  | 7    |
| Iago Aspas     | Celta Vigo | Las Palmas | 5–2 (A) | ngày 16 tháng 10 năm 2017 | 8    |
| Ibai Gómez     | Alavés     | Girona     | 3–2 (A) | ngày 4 tháng 12 năm 2017  | 14   |
| Michael Olunga | Girona     | Las Palmas | 6–0 (H) | ngày 13 tháng 1 năm 2018  | 19   |

Chú thích
4 Cầu thủ ghi 4 bàn; (H) – Nhà; (A) – Khách

### Bàn thắng
- Bàn thắng đấu tiên mùa giải:
 Gabriel (Leganés) trước Alavés (18 tháng 8 năm 2017)[55]

### Kỷ luật
Tính đến 21 tháng 1 năm 2018
- Thẻ vàng nhiều nhất (câu lạc bộ): 70
  - Getafe
- Thẻ vàng ít nhất (câu lạc bộ): 33
  - Barcelona
- Thẻ vàng nhiều nhất (cầu thủ): 10
  -  Daniel Parejo (Valencia)
  -  Recio (Málaga)
- Thẻ đỏ nhiều nhất (câu lạc bộ): 4
  - Real Madrid
  - Valencia
- Thẻ đỏ ít nhất (câu lạc bộ): 0
  - Athletic Bilbao
  - Barcelona
  - Deportivo La Coruña
  - Girona
- Thẻ đỏ nhiều nhất (cầu thủ): 2
  -  Jordi Amat (Real Betis)
  -  Sergio Ramos (Real Madrid)

## Số khán giả trung bình
Trận đấu sau khi đóng của không được tính.
| VT | Đội                      | Tổng số   | Cao    | Thấp   | Trung bình | Thay đổi |
| -- | ------------------------ | --------- | ------ | ------ | ---------- | -------- |
| 1  | Real Madrid              | 686.330   | 80.737 | 61.739 | 68.633     | +0,9%†   |
| 2  | Barcelona                | 484.056   | 72.857 | 49.693 | 60.507     | −21,5%3  |
| 3  | Atlético Madrid          | 525.687   | 66.591 | 47.106 | 58.410     | +30,8%2  |
| 4  | Real Betis               | 505.403   | 53.426 | 39.631 | 45.946     | +40,0%†  |
| 5  | Athletic Bilbao          | 373.888   | 45.761 | 36.728 | 41.543     | +1,0%†   |
| 6  | Valencia                 | 393.254   | 47.794 | 27.930 | 39.325     | +15,8%†  |
| 7  | Sevilla                  | 298.449   | 40.385 | 25.934 | 33.161     | +1,0%†   |
| 8  | Deportivo                | 214.296   | 27.877 | 17.588 | 21.430     | −4,2%†   |
| 9  | Málaga                   | 190.514   | 24.878 | 12.357 | 21.168     | −4,4%†   |
| 10 | Real Sociedad            | 218.883   | 24.675 | 16.834 | 19.898     | −7,1%†   |
| 11 | Espanyol                 | 198.041   | 24.836 | 11.659 | 18.004     | −10,3%†  |
| 12 | Villarreal               | 158.846   | 21.087 | 15.441 | 17.650     | +1,6%†   |
| 13 | Las Palmas               | 176.170   | 26.163 | 11.987 | 17.617     | −13,6%†  |
| 14 | Levante                  | 173.365   | 21.770 | 12.942 | 17.337     | +43,1%1  |
| 15 | Celta Vigo               | 147.374   | 20.895 | 10.840 | 16.375     | −0,5%†   |
| 16 | Alavés                   | 158.707   | 19.840 | 12.594 | 15.871     | +4,6%†   |
| 17 | Getafe                   | 122.477   | 15.350 | 8.908  | 11.132     | +55,7%1  |
| 18 | Girona                   | 104.873   | 13.305 | 7.316  | 10.487     | +91,3%1  |
| 19 | Leganés                  | 78.659    | 11.454 | 6.671  | 9.832      | +5,5%†   |
| 20 | Eibar                    | 56.359    | 6.172  | 4.341  | 5.124      | −3,5%†   |
|    | Tổng số khán giả cả giải | 5.348.742 | 80.737 | 4.341  | 27.151     | −1,8%†   |

Cập nhật lần cuối vào ngày ngày 22 tháng 1 năm 2018
Nguồn: World Football
Ghi chú:
1: Team played last season in Segunda División.
2: Atlético Madrid played the previous season at Vicente Calderón Stadium.
3: Barcelona played its match against Las Palmas behind closed doors.

## Giải thưởng LFP

### Theo tháng
| Tháng    | Huấn luyện viên của tháng | Huấn luyện viên của tháng | Cầu thủ của tháng | Cầu thủ của tháng | Ref    |
| Tháng    | Huấn luyện viên           | Câu lạc bộ                | Cầu thủ           | Câu lạc bộ        | Ref    |
| -------- | ------------------------- | ------------------------- | ----------------- | ----------------- | ------ |
| Tháng 9  |                           |                           | Simone Zaza       | Valencia          | [ 60 ] |
| Tháng 10 |                           |                           | Cédric Bakambu    | Villarreal        | [ 61 ] |
| Tháng 11 |                           |                           | Iago Aspas        | Celta Vigo        | [ 62 ] |
| Tháng 12 |                           |                           | Luis Suárez       | Barcelona         | [ 63 ] |

## Số đội theo Vùng hành chính
|   | Vùng hành chính     | Số đội | Đội                                             |
| - | ------------------- | ------ | ----------------------------------------------- |
| 1 | Basque Country      | 4      | Alavés, Athletic Bilbao, Eibar và Real Sociedad |
| 1 | Community of Madrid | 4      | Atlético Madrid, Getafe, Leganés và Real Madrid |
| 3 | Catalonia           | 3      | Barcelona, Espanyol và Girona                   |
| 3 | Andalusia           | 3      | Málaga, Real Betis và Sevilla                   |
| 3 | Valencian Community | 3      | Levante, Valencia và Villarreal                 |
| 6 | Galicia             | 2      | Celta Vigo và Deportivo La Coruña               |
| 7 | Canary Islands      | 1      | Las Palmas                                      |